# كانون (موقد)
الكانون جمع (كوانين) أو الكور هو أحد أنواع المواقد، يكون عادة في الأرض، يُصنع من الحجر أو الطين يُوقَد فيه الحطب أو الجمر، يُستعمل من أجل التدفئة والطهي.

## معرض الصور

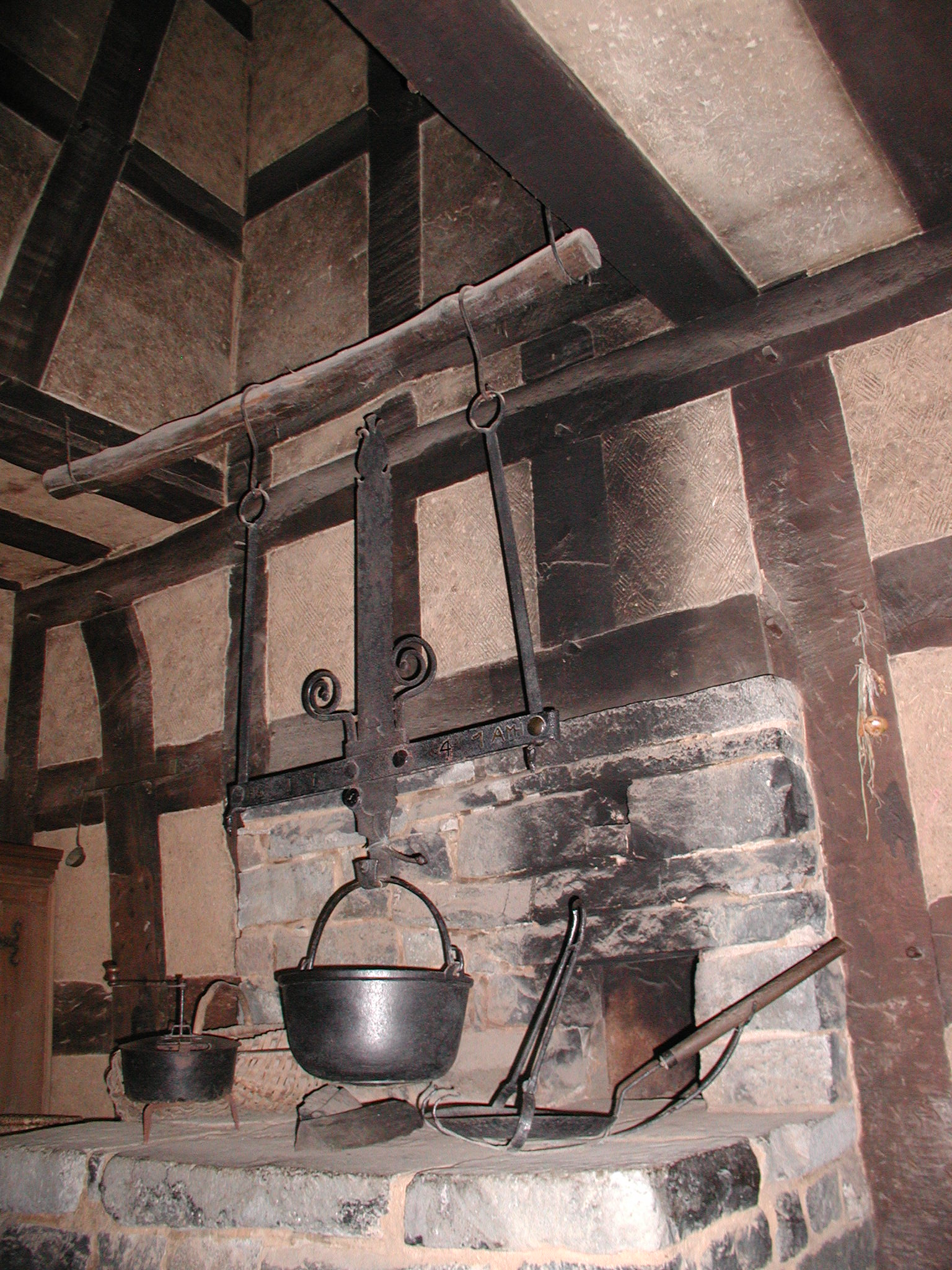
موقد كانون مع أدوات الطبخ.